# Фортуна (Кельн)
«Фортуна» (нім. «SC Fortuna Köln») — німецький футбольний клуб з Кельна. Заснований 21 лютого 1948 року.

## Досягнення
Кубок Німеччини:
- Фіналіст: 1983